# Dragica Končar
Dragica Končar rođena Stojić (Jošan kod Udbine, 1. siječnja 1915. — Zagreb, 21. kolovoza 1942.), bila je sudionica Narodnooslobodilačke borbe i narodna heroina Jugoslavije.

## Životopis
Rođena je 1. siječnja 1915. godine u selu Jošanu, kod Udbine. Njezini roditelji, Jelena i Nikola Stojić, bili su najbogatiji seljaci u krbavskoj dolini. Pošto je završila osnovnu školu u selu i četiri razreda gimnazije u Korenici nastavila je školovanje u gimnaziji u Gospiću, ali bez uspjeha. Poslije toga, roditelji su ju poslali u Zagreb, gdje se najprije zaposlila kao službenica u pošti, zatim kao radnica u tvornici papira i papirnih vrećica „Jugoslavensko dioničko društvo Bates“, a od listopada 1935. godine kao pisarica u automehaničarskoj radionici Stjepana Krušnjaka, a u kolovozu 1937. godine zaposlila se u „Siemensu", u odsjeku za elektromotore.
U Zagrebu se upoznala s Radom Končarom, budućim sekretarom Centralnog komiteta (središnjeg odbora) Komunističke partije Hrvatske, koji ju je uključio u revolucionarni radnički pokret. Najprije ju je učlanio u radničko-športsko društvo „Metalac“, a u travnju 1936. godine u Savez metalaca. Od tog doba, zajedno s Radom i sama, agitirala je među radnicima da se učlanjuju u sindikat. Uz to, čitala je marksističku literaturu i pisala tekstove za časopis „Ženski svijet“.
S Radom se vjenčala 24. veljače 1938. godine. Ubrzo poslije toga, postala je članicom Komunističke partije Jugoslavije. Sudjelovala je u svim prosvjedima i štrajkovima i drugim akcijama koje je organizirala KPJ u Zagrebu. 
Zagrebačka policija prvi put ju je uhitila 28. prosinca 1938. godine i u sljedeće dvije godine još pet puta. U jesen 1940. godine postala je plaćena funkcionerka u Ujedinjenim radničkim sindikatima (URS). I kada su, 30. prosinca, zabranjeni URS-ovi sindikati, ona je 2. i 3. siječnja 1941. godine obišla desetak zagrebačkih tvornica zbog organiziranja prosvjednih demonstracija, a sama je 4. siječnja povela prosvjedničku kolonu na Kvaternikov trg, kada je i šesti put uhićena. Svjedočanstvo o tome ostavila je policija, koja je u svom izvještaju napisala: „Dana 4. 01. o. g. oko 18,20 sati pokušali su na Kvaternikovom trgu neki pojedinci da proizvedu demonstracije vičući komunističke povike, ali je taj pokušaj u samom početku onemogućen. Povedenim izvidima je ustanovljeno da se tu naročito istaknula Dragica Končar, privatna namještenica, inače poznata komunistkinja i supruga ilegalca Rada Končara. Ista je nakon izvršenih izviđa kažnjena s 30 dana zatvora i izgonom iz Zagreba 3 godine.“
Iako prognana u Liku, Dragica se već poslije desetak dana vratila u Zagreb, i pod imenom Štefica Kolak i Dragica Mihelić, od veljače 1941. godine živjela je i radila ilegalno isprva kao članica maksimirskog, a od jeseni te godine kao članica črnomeračkog rajonskog partijskog komiteta (stranačkog odbora), a naredne godine i kao članica Mjesnog komiteta KPH za Zagreb. Poslije okupacije, u uvjetima ustaške strahovlade, često mijenjajući ilegalne stanove, Dragica je i dalje izvršavala partijske zadatke. 
Pod tuđim imenom, 4. ožujka 1942. godine, u rodilištu u Petrovoj ulici, rodila je sina, i dala mu, po ocu, ime Rade, koji je upravo tih dana u Šibeniku očekivao presudu i izvršenje smrtne kazne. Poslije izlaska iz bolnice, njezinog sina prihvatile su druge ilegalke i ilegalci, a Dragica je nastavila izvršavati zadaće koje joj je zadala stranka (partijske zadatke), mijenjajući često stanove. Unatoč tome, sredinom kolovoza 1942. godine, ustaški agenti uhitili su ju na Črnomercu i sproveli u zatvor na Savskoj cesti, gdje su ju mučili i ispitivali. Dragica nije ništa odala. Ne uspjevši iznuditi od nje bilo kakvo priznanje, ustaše su ju 21. kolovoza 1942. godine bacili vezanu, s drugog kata, u zatvorsko dvorište.
Za narodnu heroinu proglašena je 23. srpnja 1952. godine.
Danas se njezino poprsje, djelo kipara Luje Lozice, nalazi pred Dječjim vrtićem Matije Gupca na Knežiji u Zagrebu koji je nekad nosio njezino ime, a njezino ime nosi jedna ulica u naselju Voždovac u Beogradu.